# Rollkommando Hamann
El Rollkommando Hamann (en lituano: Hamano skrajojantis būrys) fue una pequeña unidad móvil que cometió asesinatos en masa de judíos lituanos entre julio y octubre de 1941, con un saldo de al menos 60.000 víctimas. La unidad también fue responsable de un gran número de asesinatos en Letonia desde julio hasta agosto de 1941. A finales de 1941, la eliminación de los judíos lituanos se llevó a cabo efectivamente por el Rollkommando en el medio rural, por el Ypatingasis būrys en la masacre de Ponary, y por los Tautinio Darbo Apsaugos Batalionas en el Fuerte Noveno en Kaunas. En aproximadamente seis meses, alrededor del 80% de todos los judíos lituanos fueron asesinados. Los pocos restantes se salvaron ya que fueron usados como mano de obra y se concentraron en guetos urbanos, principalmente los Guetos de Vilna y Kaunas.

## Organización
El grupo estaba formado por 8-10 alemanes del Einsatzkommando 3, comandados por el SS-Obersturmführer Joachim Hamann, y varias docenas de lituanos de la tercera compañía de los Tautinio Darbo Apsaugos Batalionas (TDA), comandados por Bronius Norkus. La unidad no tenía una estructura permanente y fue convocada para misiones ad hoc en varias ciudades de Lituania. El mismo Hamann rara vez participó en asesinatos reales. El Informe Jäger documenta las ejecuciones en masa llevadas a cabo por la unidad en 54 ubicaciones en Lituania. Del 13 de julio al 22 de agosto de 1941, el comando operó desde Daugavpils, Letonia. Durante este tiempo, el comando asesinó a 9.102 personas, casi todas judíos del Gueto de Daugavpils.

## Operaciones
Por lo general, la unidad llegaba después de que los judíos locales ya estuvieran reunidos y retenidos en un área más aislada, generalmente un bosque o un campo distante, por las autoridades nazis locales y los colaboradores locales lituanos. Algunas veces, se creaban pequeños guetos temporales para reunir a los judíos de varias ciudades cercanas. Los judíos seleccionados para las ejecuciones eran llevados a la ubicación, por lo general a unos 4-5 kilómetros de donde vivían, y fusilados. A veces, a los hombres se les disparaba primero, mientras que las mujeres y los niños eran ejecutados hacia finales de 1941. Los cadáveres se desechaban en fosas excavadas de antemano y el botín (ropa y otros bienes de los muertos) se dividía entre los autores. Tales asesinatos se conocían como "acciones" (en alemán: Aktion, en yiddish: Aktsiye).